# Сент-Ораду-де-Шируз
Сент-Ораду́-де-Ширу́з (фр. Saint-Oradoux-de-Chirouze) — коммуна во Франции, находится в регионе Лимузен. Департамент коммуны — Крёз. Входит в состав кантона Ла-Куртин. Округ коммуны — Обюссон.
Код INSEE коммуны — 23224.

## Население
Население коммуны на 2010 год составляло 89 человек.
| 1962 | 1968 | 1975 | 1982 | 1990 | 1999 | 2010 |
| ---- | ---- | ---- | ---- | ---- | ---- | ---- |
| 148  | 116  | 71   | 65   | 55   | 74   | 89   |

## Экономика
В 2010 году среди 54 человек трудоспособного возраста (15—64 лет) 36 были экономически активными, 18 — неактивными (показатель активности — 66,7 %, в 1999 году было 70,0 %). Из 36 активных жителей работали 31 человек (18 мужчин и 13 женщин), безработных было 5 (3 мужчин и 2 женщины). Среди 18 неактивных 1 человек был учеником или студентом, 12 — пенсионерами, 5 были неактивными по другим причинам.